# Владислав Красновецький
Владислав Красновецький (пол. Władysław Krasnowiecki; нар. 4 січня 1900, Краків, Королівство Галичини та Володимирії, Долитавщина, Австро-Угорщина — пом. 14 лютого 1983, Варшава) — польський актор театру і кіно, режисер, педагог. Лауреат Державної премії Польської народної республіки (ПНР) (1955, 1966).

## Біографія
У 1921 році закінчив школу драматичного мистецтва у Кракові. У 1928 році здав екстерном іспити на режисера.
У міжвоєнний період виступав на сцені Краківського драматичного театру імені Юліуша Словацького (1918-1922, 1923-1925, 1928-1930) і Театру Народового та Камерного театру у Варшаві.
Після приєднання Західної України і Західної Білорусі до СРСР в 1939 році опинився у Львові, був учасником Народних Зборів Західної України. Наприкінці 1940 року обраний членом Центральної виборчої комісії з виборів депутатів трудящих.
Під час німецько-радянської війни перебував на території СРСР, вступив до масової організації польської еміграції на території СРСР — Союз польських патріотів.
Керував фронтовим театром польських армійських підрозділів в СРСР, який в 1944 році був реорганізований на Театр Війська Польського.
Після закінчення війни працював директором і художнім керівником варшавського Театру Народового (1949-1951). У 1946-1947 рр. і після 1949 року викладав у державній Вищій театральній школі у Варшаві, в 1963-1967 — проректор, а в 1955-1957 і 1967-1970 роках — ректор Вищої театральної школи.
У 1965-1970 — президент об'єднання польських артистів театру, кіно, радіо і телебачення.
Знімався в кіно з 1929 року.
Похований у Варшаві на кладовищі Військові Повонзки.

## Ролі в кіно
- 1942 — Перша любов Костюшко
- 1942 — Як гартувалася криця — німецький офіцер
- 1942 — Партизани в степах України — Борис Соломонович, доктор
- 1942 — Бойова кінозбірка № 9. Квартал № 14 — поляк
- 1950 — Нескорене місто — польський генерал
- 1953 — П'ятеро з вулиці Панської — Новак, керівник будівництва
- 1953 — Солдат Перемоги — солдат
- 1956 — Справа пілота Мареша — Модраковський, директор авіакомпанії «Lot»
- 1960 — Зустрічі у темряві
- 1961 — Дійсність — Свентоянський, керівник поліції
- 1962 — Дівчина з хорошої сім'ї — професор Косаковський, батько Іоанни
- 1964 — Перерваний політ — ксьондз
- 1966 — Марися і Наполеон — Малаховський
- 1966 — Бумеранг — германіст, вчитель Єви
- 1966 — Візит на заході (короткометражний) — граф, коханець
- 1969 — Пригоди пана Міхала (ТБ-серіал) — кардинал.

## Нагороди
- Орден «Хрест Грюнвальда» 3-го ступеня (1945)
- орден Прапора Праці 2-го ступеня (1949)
- орден Прапора Праці 1-го ступеня (1955)
- Державна премія ПНР II ступеня (за роль Бартоломея у виставі «Театр Клари Газуль») (1955)
- Орден Будівельників Народної Польщі (1964)
- Державна премія ПНР I ступеня (за багаторічну театральну і телевізійну діяльність) (1966)
- Премія Міністерства оборони ПНР I ступеня (1973)
- Ювілейна медаль «30 років Народної Польщі» (1974)
- Премія столичного міста Варшава (1979)